# Goesdorf
Goesdorf (luxembourgsk: Géisdref) er en kommune og et byområde i Luxembourg. Kommunen, som har et areal på 29,41 km², ligger i kantonen Wiltz i distriktet Diekirch. I 2005 havde kommunen 1.114 indbyggere. 